# Cornetto nasale inferiore
Il cornetto nasale inferiore (detto conca nasale inferiore) è un osso pari e simmetrico dello splancnocranio, che si articola alla parete laterale della cavità nasale, in particolare con l'etmoide e con la lamina perpendicolare dell'osso palatino. Consiste di una lamina di osso spugnoso, arricciata su sé stessa. Essendo ricoperto da mucosa respiratoria, così come gli altri turbinati, ha la funzione di riscaldare, umidificare e filtrare l'aria che passa nella cavità nasale. Sotto di sé lascia uno spazio, il meato nasale inferiore, in cui si apre il canale naso-lacrimale.
Presenta due superfici, due margini e due estremità.

## Aspetto

### Superfici
La superficie mediale è convessa, con numerosi orifizi e attraversata da solchi longitudinali, per accogliere i vasi sanguigni.
La superficie laterale è concava e forma parte del meato nasale inferiore.

### Margini
Il margine superiore del cornetto inferiore è sottile, irregolare e si connette con varie ossa della parete laterale della cavità nasale. Può essere diviso in tre porzioni:
- la porzione anteriore si articola con la cresta concale dell'osso mascellare;
- la porzione posteriore si articola con la cresta concale dell'osso palatino;
- la porzione intermedia presenta tre spiccati processi, con un'ampia variabilità di forma e dimensioni.
- : Di questi, l'anteriore, o processo lacrimale è piccolo ed appuntito. È situato al limite tra il quarto anteriore e i tre quarti posteriori dell'osso. Si articola, con il proprio apice, al processo discendente dell'osso lacrimale e, con i suoi margini, al solco della porzione posteriore del processo frontale del mascellare. In questo modo, partecipa alla formazione del condotto naso-lacrimale. Dietro a questo processo è presente un'ampia, sottile lamina, il processo etmoidale, che si porta cranialmente, per unirsi al processo uncinato dell'etmoide. Dal suo margine inferiore, una lamina sottile, il processo mascellare, curva verso il basso e lateralmente, per articolarsi con la mascella. Partecipa alla formazione di parte della parete mediale del seno mascellare.

Il margine inferiore è libero, spesso e poroso nella sua struttura, specialmente nella porzione intermedia.

### Estremità
Entrambe le estremità sono più o meno appuntite. La posteriore si presenta più rastremata.

## Ossificazione
Il cornetto nasale inferiore nasce dalla parete laterale della capsula nasale, da un centro di ossificazione "encondrale" che compare attorno al sesto mese di vita fetale.

## Ulteriori immagini

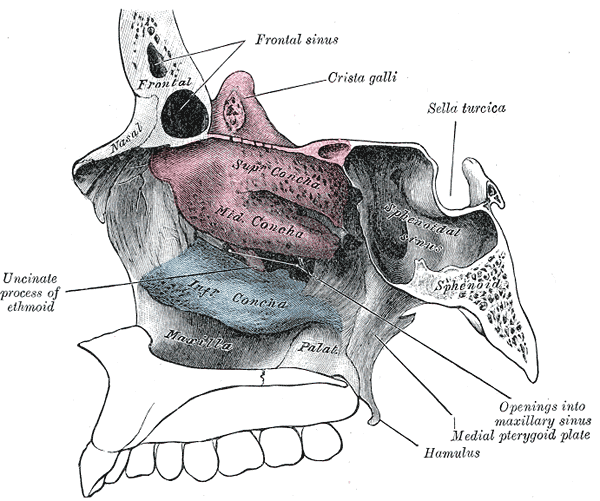
Parete laterale della cavità nasale.
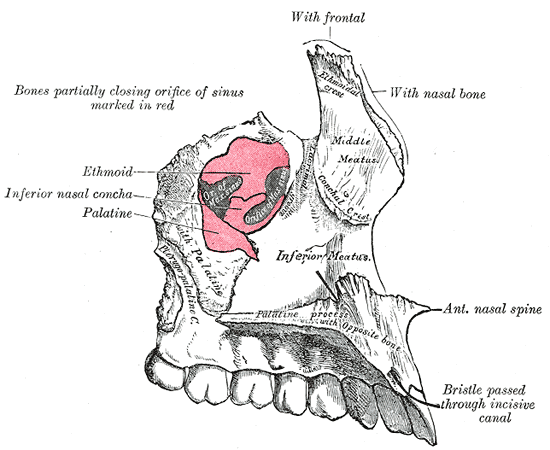
Osso mascellare di sinistra, faccia nasale.
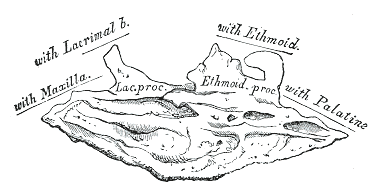
Cornetto nasale inferiore di destra. Superficie mediale.
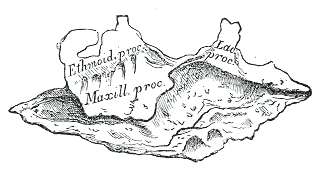
Cornetto nasale inferiore di destra. Superficie laterale.
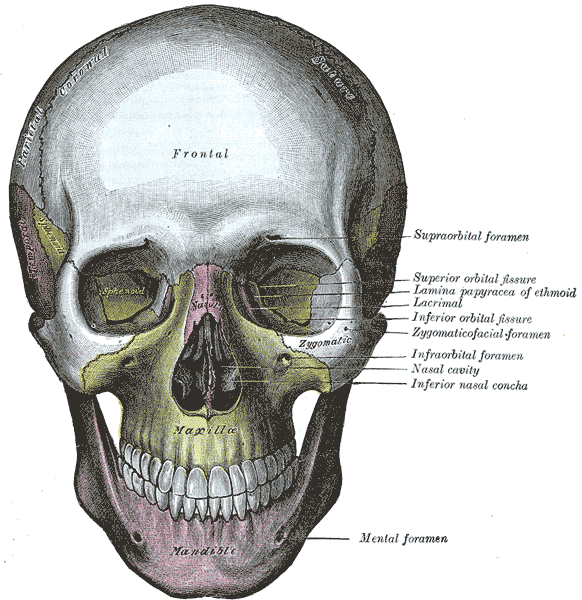
Visione frontale del cranio.
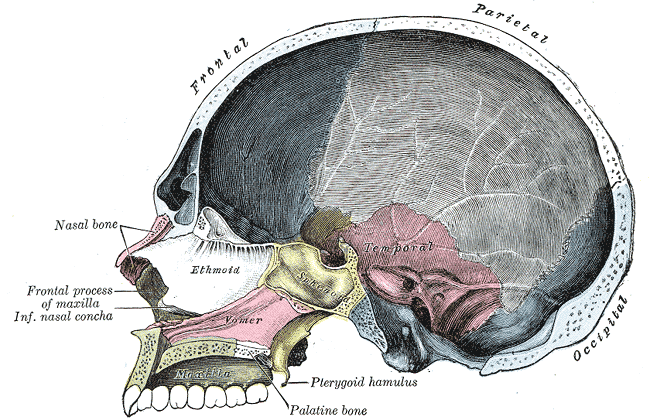
Sezione sagittale del cranio.
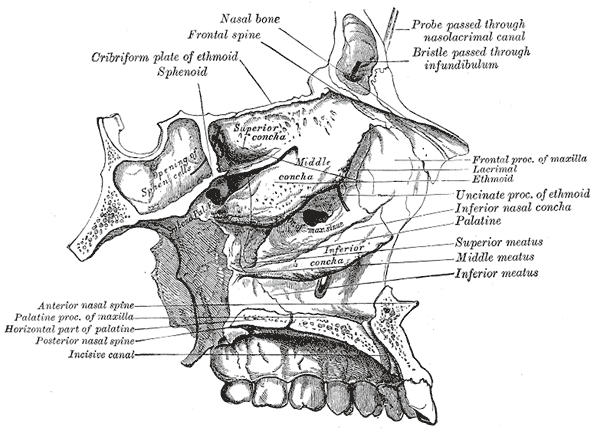
Tetto, pavimento e parete laterale della cavità nasale sinistra.
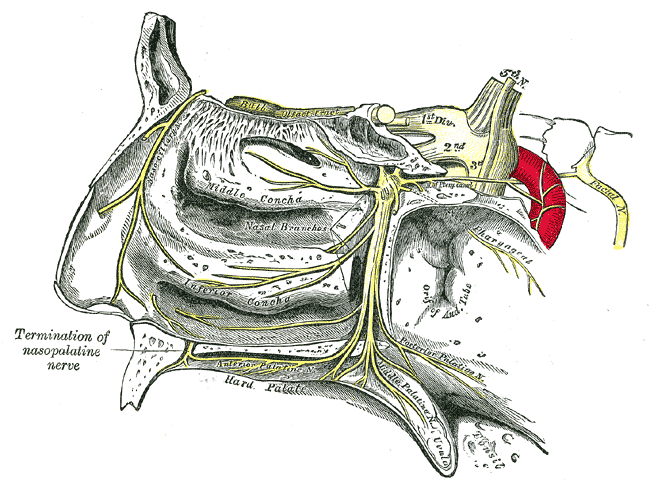
Il ganglio sfenopalatino e i suoi rami.
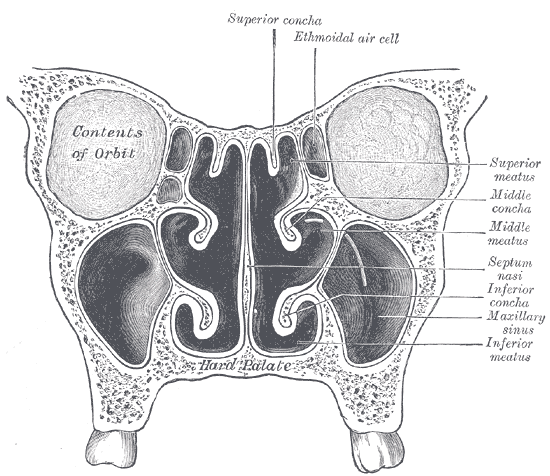
Sezione coronale della cavità nasale.
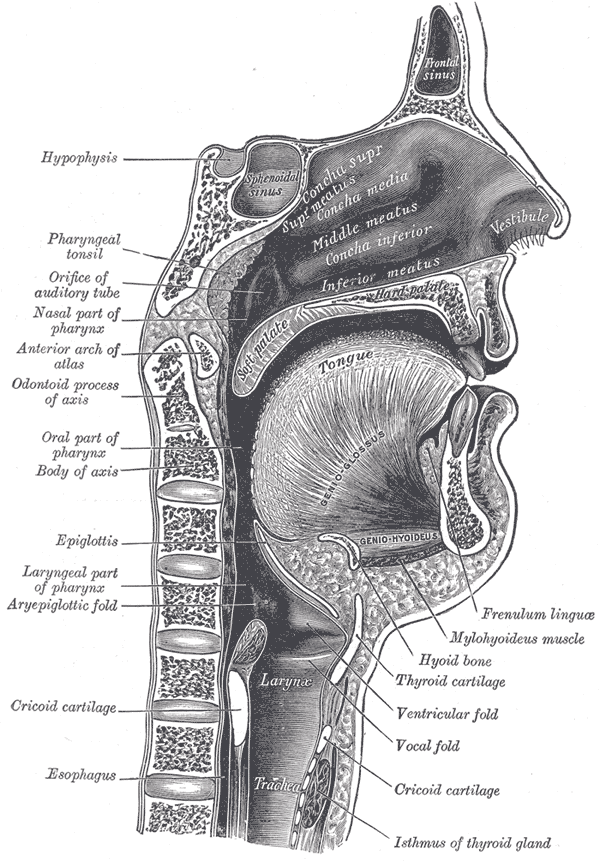
Sezione sagittale delle cavità nasale, orale, di faringe e laringe.
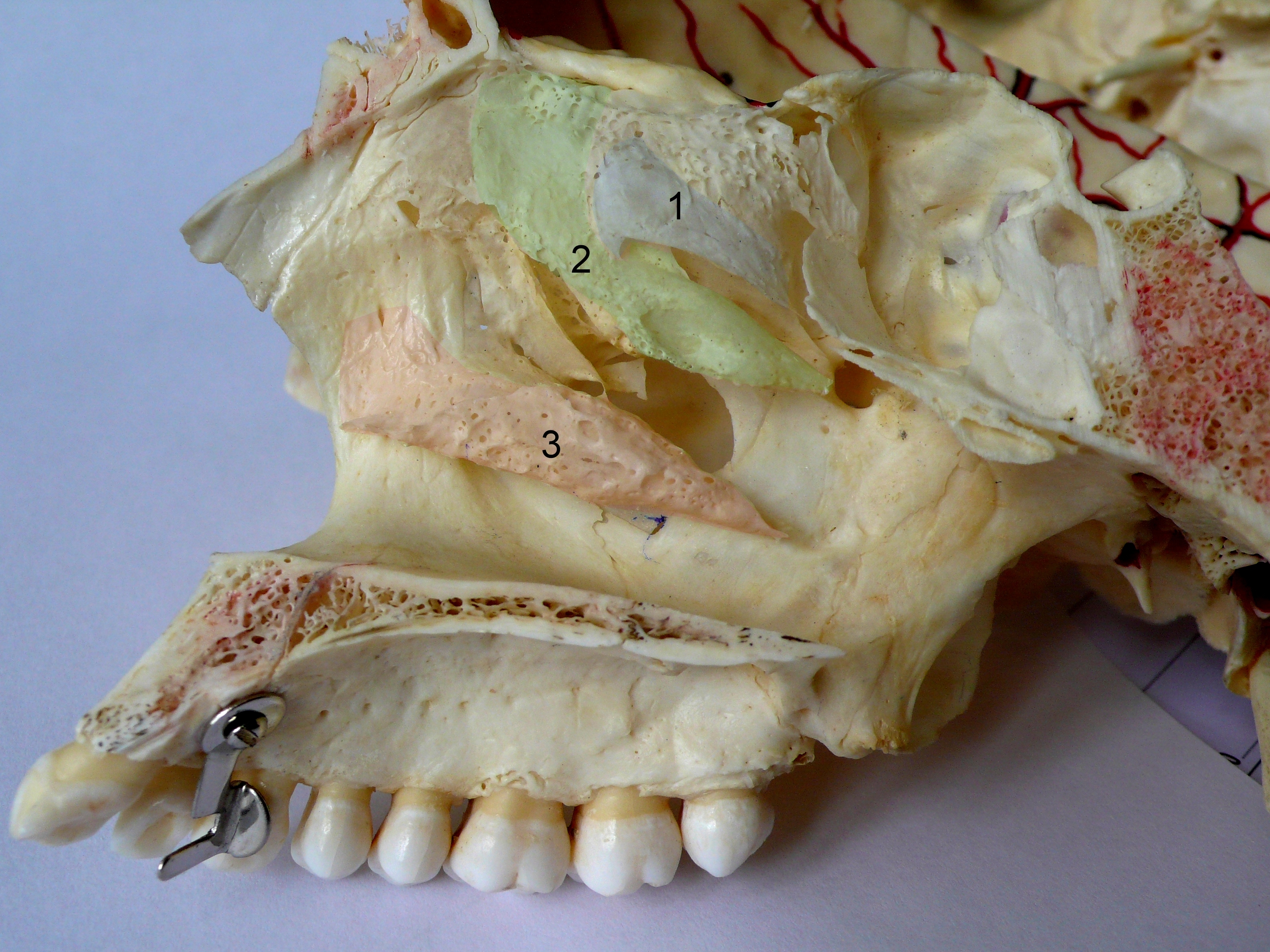
Cornetti nasali.